# Commune fusionnée Alsenz-Obermoschel
La commune fusionnée Alsenz-Obermoschel est une municipalité allemande située dans le land de Rhénanie-Palatinat et l'arrondissement du Mont-Tonnerre.